# Clan Kasai

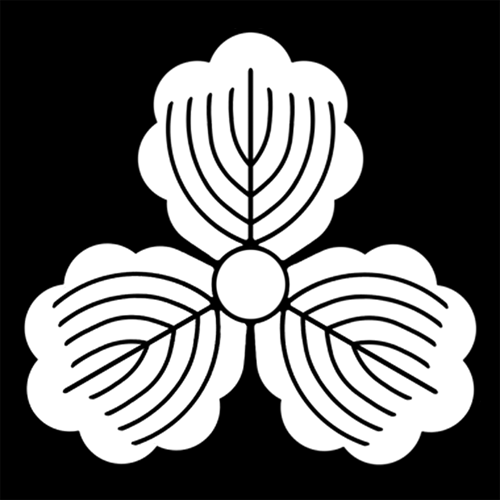
Le mon (emblème) du clan Kasai.

Le clan Kasai (葛西氏, Kasai-shi) est un clan japonais de la province de Mutsu fondé au XIIe siècle. Au XVIIe siècle, la famille reçoit le monopole du curage des fosses d'égouts du château d'Edo.

## Source de la traduction
- (en) Cet article est partiellement ou en totalité issu de l’article de Wikipédia en anglais intitulé « Kasai clan » (voir la liste des auteurs).